# Clube FM Brasília
Clube FM Brasília é uma emissora de rádio brasileira sediada em Brasília, Distrito Federal. Opera no dial FM, na frequência 105,5 MHz e é uma emissora própria e geradora da Rede Clube FM. Pertencente aos Diários Associados. Seus estúdios estão localizados na sede dos Diários Associados, no Setor de Indústrias Gráficas, na região administrativa do Sudoeste/Octogonal, e seus transmissores estão na Torre de TV de Brasília, no Eixo Monumental do Plano Piloto.

## História
A emissora foi fundada em 11 de novembro de 1982, como Planalto FM. Em 1987, a emissora passa se chamar 105 FM (uma referencia a frequência do dial 105.5 MHz). Em 18 de maio de 2008 a emissora iniciou uma nova fase, passou se chamar Clube FM, e integrando a Rede Clube Brasil. A festa de lançamento do novo nome da emissora contou com presença da dupla Zezé Di Camargo & Luciano, e da cantora Ivete Sangalo em um show aberto ao público na Esplanada dos Ministérios.
Em 13 de novembro de 2009, a emissora lançou o Clube Mob, um ônibus com um estúdio móvel de rádio itinerante de onde a emissora pode transmitir sua programação em qualquer ponto do Distrito Federal. Em 2 de janeiro de 2012, a emissora passou a ser transmitida também através do dial AM, na frequência 890 kHz, ocupando o espaço da Rádio Clube até seu retorno como Rádio Planalto em 4 de julho de 2016. Em 1 de março de 2017, passou a ser retransmitida em Fortaleza, através da Rádio Clube. Em setembro de 2016, a emissora cearense encerrou sua produção própria e passou a executar seleções musicais, enquanto negociava a retransmissão. Isso ocorreu até 11 de novembro de 2017, quando passou a retransmitir a Rádio Planalto.
Em 27 de março de 2017, com a ida de Fred Linhares para a rádio JK FM e RecordTV Brasília o programa DF Alerta passou ser apresentado por Fred Mayer.
No dia 19 de agosto de 2019, foi anunciado que a Clube FM passaria a formar uma rede de rádios via satélite.